# George Anthony Frendo
George Anthony Frendo O.P. (Qormi, 1946. április 4. –) a Tirana-Durrësi római katolikus főegyházmegye érseke volt 2018 és 2021 között.

## Élete
1962. április 2-án a máltai Qormiben 15 éves korában a Domonkos-rend tagjává vált. Papi tanulmányait Pietru Pawlu (Paul) Cremonával, későbbi máltai érsekkel együtt kezdte. Mindkettőjüket Emanuele Gerada szentelte pappá 1962. április 2-án. Nyolc éven át a máltai Gwardamanġa plébánosaként szolgált, 2006-ban XVI. Benedek pápa az Albániába, tirana-durrësi segédpüspökké nevezte ki Buthrotum címzetes püspökeként. Püspökké Rrok Mirdita tirana-durrësi érsek szentelte a társszentelők, John Bulaitis apostoli nuncius és Joseph Mercieca máltai érsek társaságágában. 2016. november 16-án Ferenc pápa a főegyházmegye érsekévé nevezte ki. December 3-án iktatták az érseki székbe. 2018. április 20-án megkapta az albán állampolgárságot.
2021. november 30-án iktatták be utódját, Arjan Dodajt.

## Fordítás
- Ez a szócikk részben vagy egészben  a   George Anthony Frendo című angol Wikipédia-szócikk fordításán alapul.  Az eredeti cikk szerkesztőit annak laptörténete sorolja fel. Ez a jelzés csupán a megfogalmazás eredetét és a szerzői jogokat jelzi, nem szolgál a cikkben szereplő információk forrásmegjelöléseként.